# الندم (مسلسل)
الندم هو مسلسلٌ درامي سوري، كتابة حسن سامي يوسف، وإخراج الليث حَجُّو، عُرض في 6 يونيو 2016، وهو مشتق من رواية عتبة الألم للكاتب نفسه. تتناول أحداثه قصَّة كاتب تلفازي في الأربعين من عمره يُدعى عروة، تبدأ حكايته في ليلة سقوط تمثال صدام حسين في بغداد، ليستعرض بها أحداثًا تاريخية ومنعطفات سياسية منذ عام 2003 حتى 2016. حصلت شارة المسلسل على صدى واسع تحت اسم «قلبي علينا» وهي من ألحان وتوزيع الملحن السوري إياد الريماوي وكلمات الشاعر عدنان العودة. حصد المسلسل عددًا من الجوائز، أهمها أفضل مسلسل سوري عام 2016، وحصدت شارته جائزة أفضل شارة عام 2016.

## القصة
يبدأ  تاجر اللحوم إبراهيم الغول (سلوم حداد) مسيرته من الصفر، ويبني نفسه بنفسه، ليتحوّل إلى صاحب مجموعة تجاريّة كبيرة، وكان قد أوكل مهمّة إدارتها بين ابنه الأكبر عبدو (باسم ياخور) وابنه سهيل (أحمد الأحمد)، لكن سهيل يترك كل شيءٍ وراءه ويقرر الرحيل؛ بسبب معاملة أبيه القاسية، وغَيرته من أخيه الأصغر عروة (محمود نصر) الذي يعدُّه مدللًا على حسابه.
يتولى الابن الأكبر عبدو إدارة استثمارات العائلة وتنميتها بمنطقٍ معاصر، يسخره لمصلحة طموحه في السلطة والنفوذ، ويصبح «غولًا» حقيقيًّا، لا حدود لشراهته، دون أن يعير اهتمامًا لأي اعتبار إنساني، ويكون ذلك طريقه لعضوية البرلمان. في حين يبتعد بطل المسلسل عروة عن عالم المال والأعمال والسلطة ويكتفي بالكتابة، ويمر بعدة مواقف ويتزوَّج عدة مرَّات خاصة بعد موت زوجته الأولى هناء (دانا مارديني) في شبابها.
يعتمد المسلسل أسلوب العرض بين حِقْبتين إحداهما ما قبل الثورة السورية حين تبدأ كل الحكايات التي يعرضها كلقَطاتٍ ملونة، والأُخرى في أثناء الحرب التي تظهر فيها نهايات كل شخص من تلك العائلة ومن حولهم وتُعرَض بالأبيض والأسود تعبيرًا عن حالة الحزن. يحاول المسلسل تسليط الضوء على حالة الشعب السوري في الحرب وما تعرَّض له من مآسٍ وصعوباتٍ في الحياة في سورية، والمصاعب التي واجهها المواطنون هناك.

## الممثلون
الممثلون الرئيسيون
- سلوم حداد: أبو عبدو الغول
- باسم ياخور: عبدو
- محمود نصر: عروة
- دانا مارديني: هناء
- سمر سامي: أم عبدو
- أحمد الأحمد: سهيل
- رنا كرم: ندى
- جفرا يونس: رشا
- أيمن رضا: أبو العز
- أيمن عبد السلام: الدكتور توفيق
- مرام علي: رزان
- حسين عباس: سليم
- نانسي خوري: ليلى
- كرم الشعراني: أحمد
- جابر جوخدار: هشام
- جيانا عنيد: بثينة
- هيا مرعشلي: براء
- لجين إسماعيل: سامر
- لوريس قزق: فخرية
- جمال شقير: حدّو
- رهف الرحبي: ربيعة
- سارة عواد: وداد

ضيوف العمل
- جرجس جبارة: أبو فخري
- مريم علي: هند
- غادة بشور: أم عوض
- شادي الصفدي: شرطي
- جمال العلي: أبو هشام
- مأمون الفرخ: دكتور الأسنان
- أميرة حجو: أم هند
- وائل أبو غزالة: ضابط الفرع
- محمد خاوندي: المختار
- خليل حداد: أبو نضال
- مصطفى المصطفى: شحاد
- عبد الرحمن قويدر: قواد
- أسامة السيد يوسف: دكتور العيون
- غسان عزب: رئيس المخفر
- أجفان قبلان: مذيعة
- سناء سواح: أم هشام
- رغداء هاشم: أم هناء
- أميرة خطاب: صاحبة الديك
- وضاح حلوم: مدير شركة الإنتاج

## روابط خارجية
- الندم على موقع IMDb (الإنجليزية)
- الندم على موقع قاعدة بيانات الأفلام العربية